# 적경궁주
적경궁주(積慶宮主, 생몰년 미상)는 고려의 왕족이다. 문종과 인예순덕태후 이씨의 장녀이다.

## 생애
고려 문종과 인예왕후 이씨의 장녀이다. 어머니 인예태후는 이자연의 딸로, 문종의 제3비 인경현비와 제4비 인절현비는 적경궁주의 이모이다. 또 순종, 선종, 숙종 등과는 친남매간이며, 헌종과 예종의 고모이다. 그외에 이자겸 등의 외사촌이기도 하다.
적경궁주는 선종 3년(1086년) 부여공 왕수와 혼인하였다.

## 가족 관계
- 조부 : 제8대 현종(顯宗, 992~1031 재위:1009~1031)
- 조모 : 원혜왕후 안산 김씨(元惠太后 安山 金氏, 생몰년 미상)
  - 아버지 : 제11대 문종 (文宗, 1019~1083 재위:1046~1083)
- 외조부 : 이자연 (李子淵, 1003~1061)
- 외조모 : 계림국대부인 경주 김씨 (雞林國大夫人 慶州 金氏, 생몰년 미상)
  - 어머니 : 인예왕후 이씨(仁睿王后 李氏, ?~1092)
    - 남매 : 제12대 순종 (順宗, 1047~1083, 재위:1083년)
    - 남매 : 제13대 선종 (宣宗, 1049~1094, 재위:1083~1094)
      - 조카 : 제14대 헌종 (獻宗, 1084~ 1097, 재위:1094~1095)

    - 남매 : 제15대 숙종 (肅宗, 1054~1105, 재위:1095~1105)
      - 조카 : 제16대 예종 (睿宗, 1079~ 1122, 재위:1105~1122)

    - 남매 : 대각국사 왕후 (大覺國師 王煦, 1055~1101)
    - 남매 : 상안공 왕수 (常安公 王琇, ?~1095)
    - 남매 : 도생승통 왕탱 (道生僧統 王竀, 생몰년 미상)
    - 남매 : 금관후 왕비 (金官侯 王㶨, ?~1092)
    - 남매 : 변한후 왕음 (卞韓侯 王愔, ?~1086)
    - 남매 : 낙랑후 왕침 (樂浪侯 王忱,?~1083)
    - 남매 : 총혜수좌 왕경 (聰慧首座 王璟, 생몰년 미상)
    - 동생 : 보령궁주 (保寧宮主, ?~1113)

  - 시어머니 겸 이모 : 인경현비 이씨(仁敬賢妃 李氏, 생몰년 미상)
    - 배우자 : 부여공 왕수 (扶餘公 王燧, ?~1112)
      - 장남 : 왕면(王沔, 생몰년 미상)